# Брюэр-Аллишан
Брюэ́р-Аллиша́н (фр. Bruère-Allichamps) — коммуна во Франции, находится в регионе Центр. Департамент — Шер. Входит в состав кантона Сент-Аман-Монтрон. Округ коммуны — Сент-Аман-Монтрон.
Код INSEE коммуны — 18038.

## География
Коммуна расположена приблизительно в 240 км к югу от Парижа, в 135 км южнее Орлеана, в 36 км к югу от Буржа.
Деревня Брюэр-Аллишан является одним из восьми претендентов на звание географического центра Франции.

## Население
Население коммуны на 2008 год составляло 609 человек.
| 1962 | 1968 | 1975 | 1982 | 1990 | 1999 | 2008 |
| ---- | ---- | ---- | ---- | ---- | ---- | ---- |
| 603  | 669  | 649  | 631  | 609  | 573  | 609  |

## Экономика
Основу экономики составляют лесное и сельское хозяйство, а также лёгкая промышленность.
В 2007 году среди 334 человек в трудоспособном возрасте (15-64 лет) 253 были экономически активными, 81 — неактивными (показатель активности — 75,7 %, в 1999 году было 68,5 %). Из 253 активных работали 217 человек (124 мужчины и 93 женщины), безработных было 36 (18 мужчин и 18 женщин). Среди 81 неактивных 18 человек были учениками или студентами, 23 — пенсионерами, 40 были неактивными по другим причинам.

## Достопримечательности
- Аббатство Нуарлак (XII век). Исторический памятник с 1862 года[4]
- Монастырская церковь Сент-Этьен (XI—XII века). Исторический памятник с 2007 года[5]
- Замок Шатофе (1666 год). Исторический памятник с 2007 года[6]

## Фотогалерея

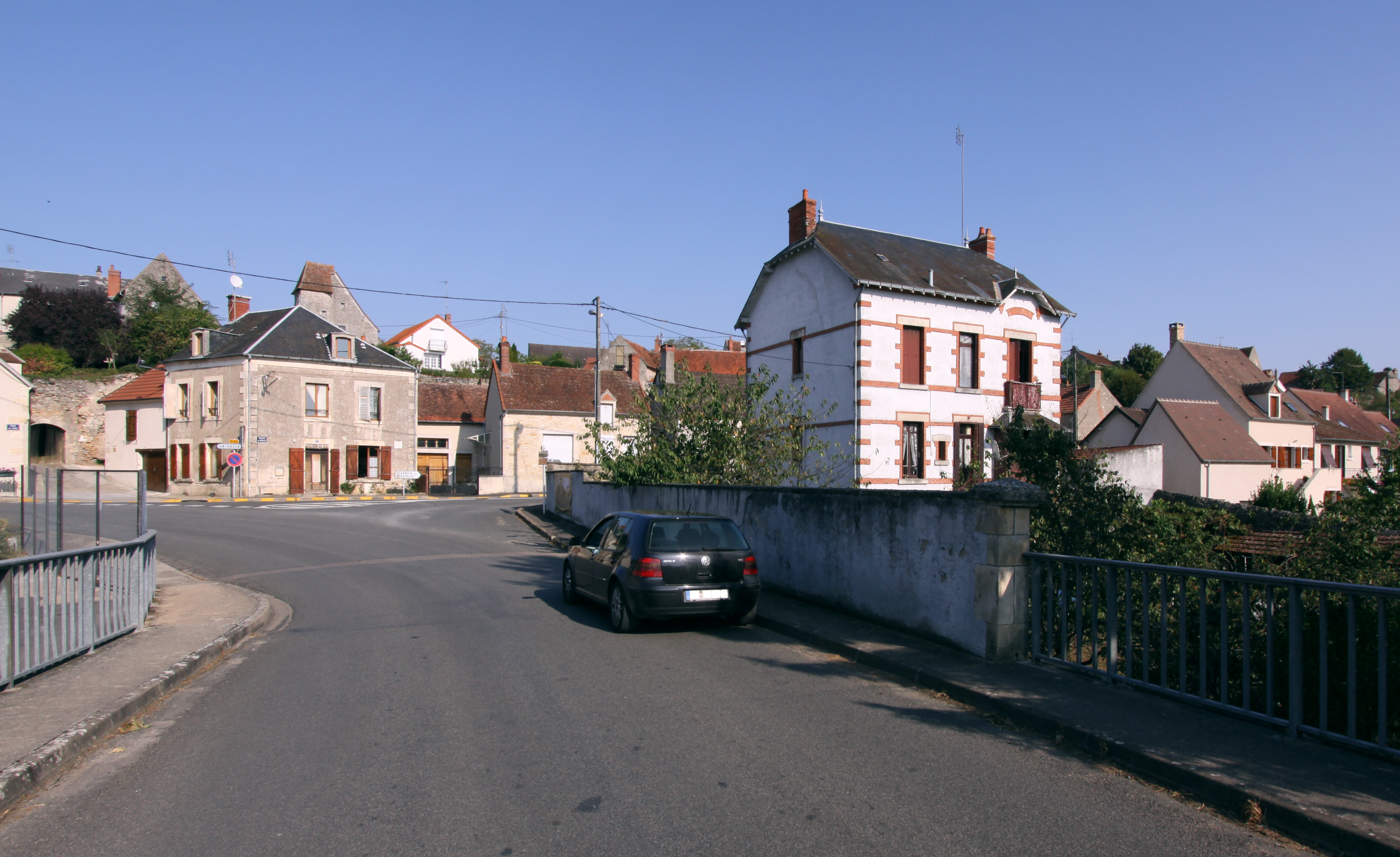
Брюэр-Аллишан
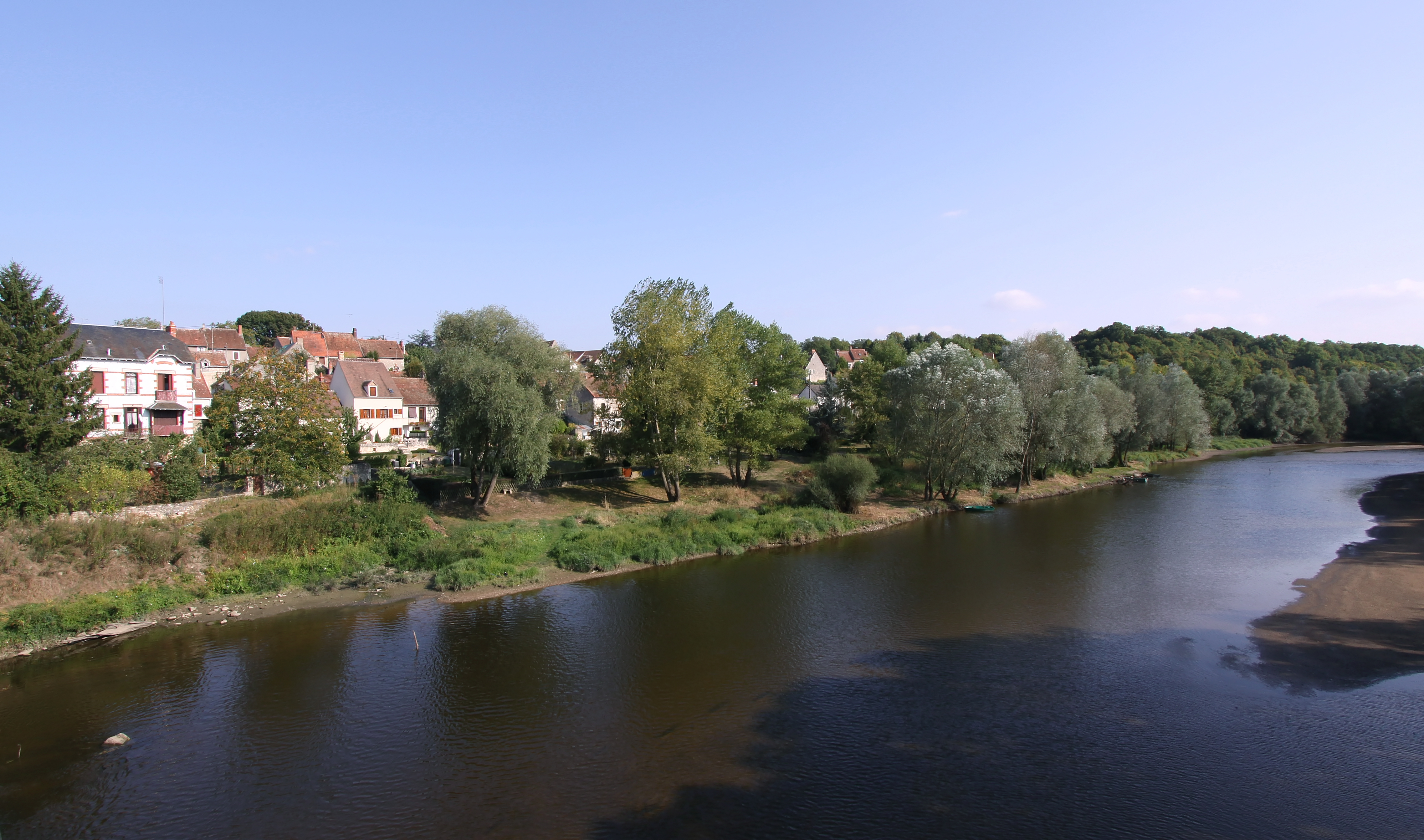
Брюэр-Аллишан
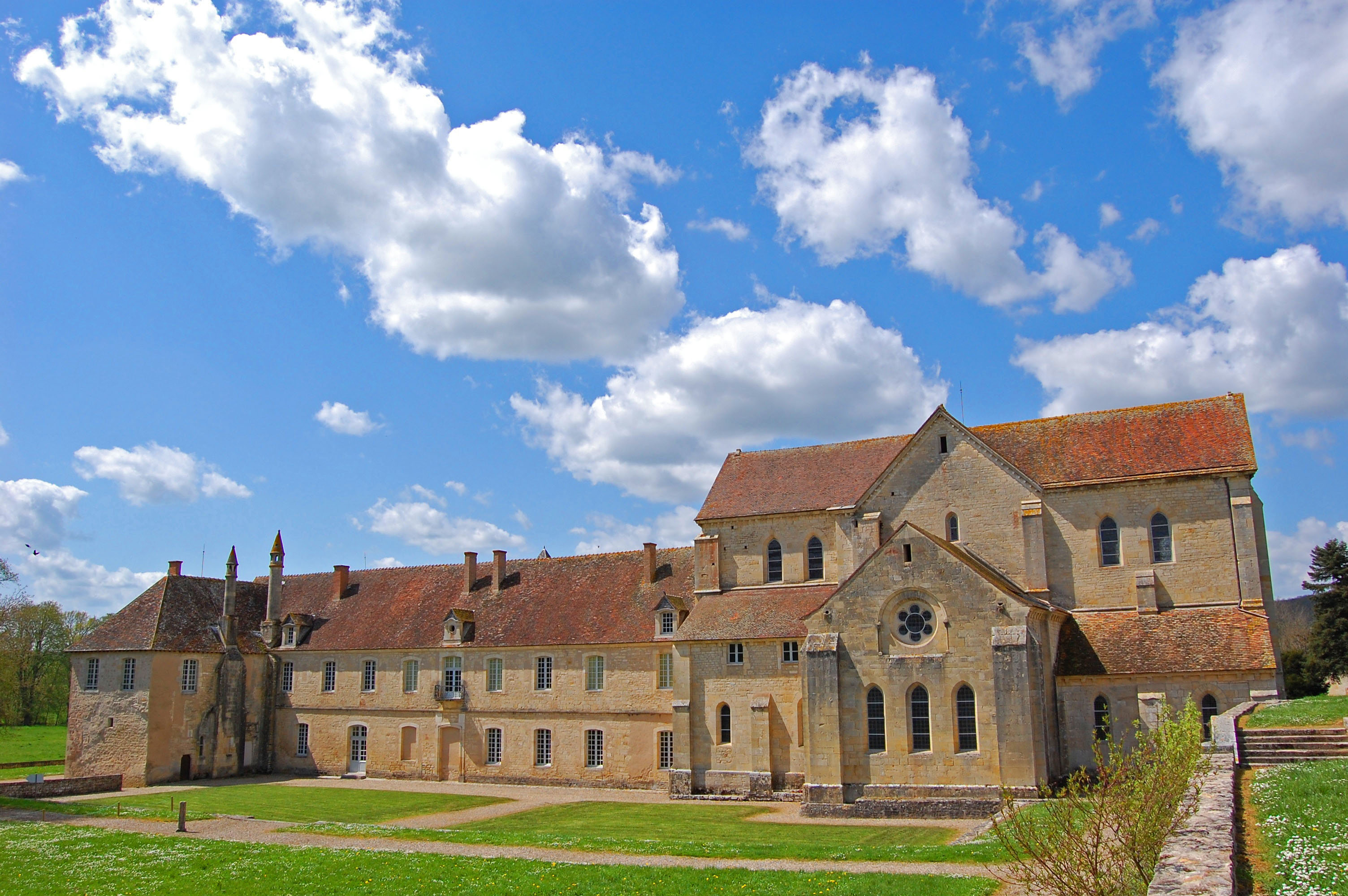
Аббатство Нуарлак
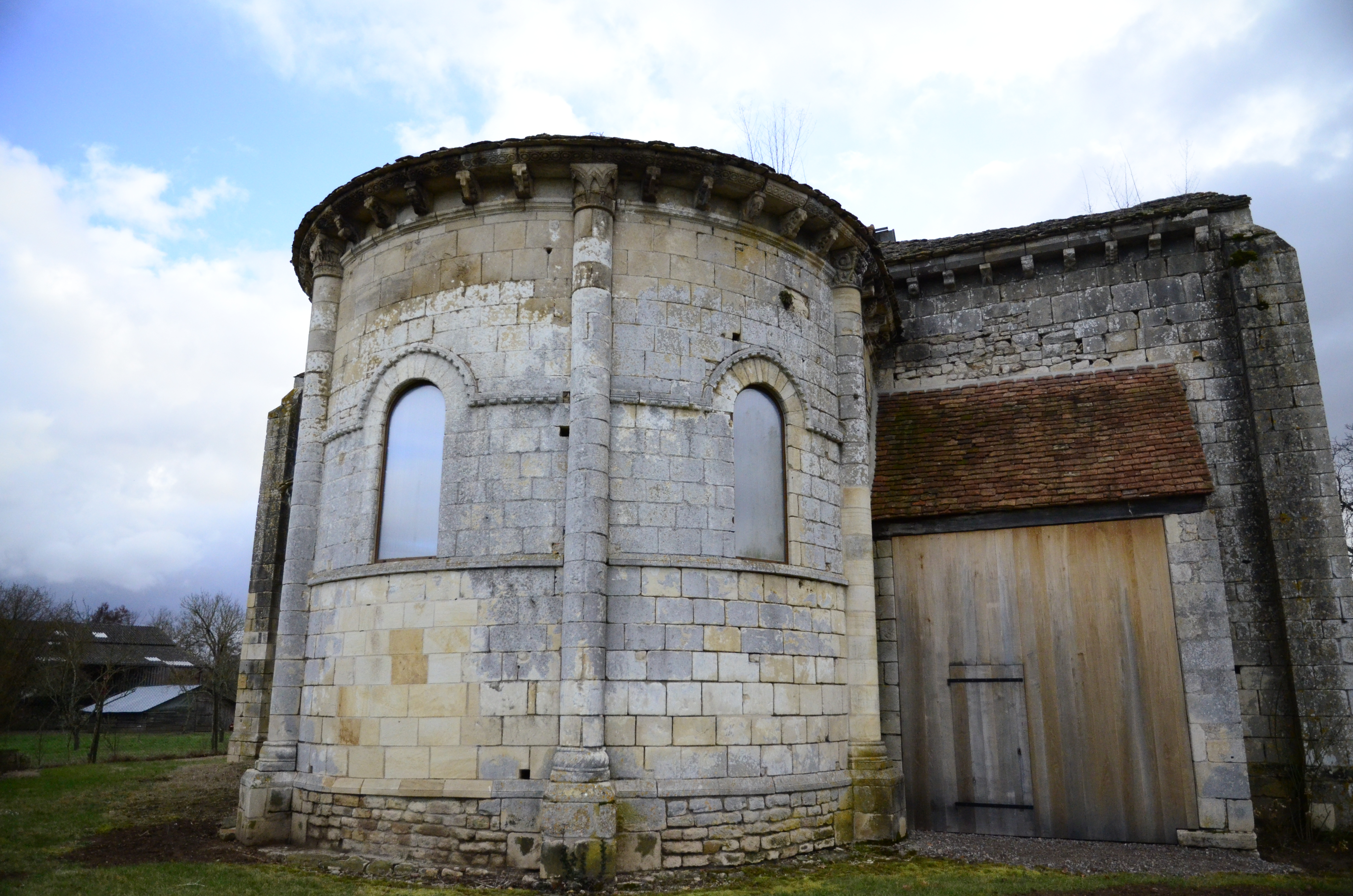
Церковь Сент-Этьен
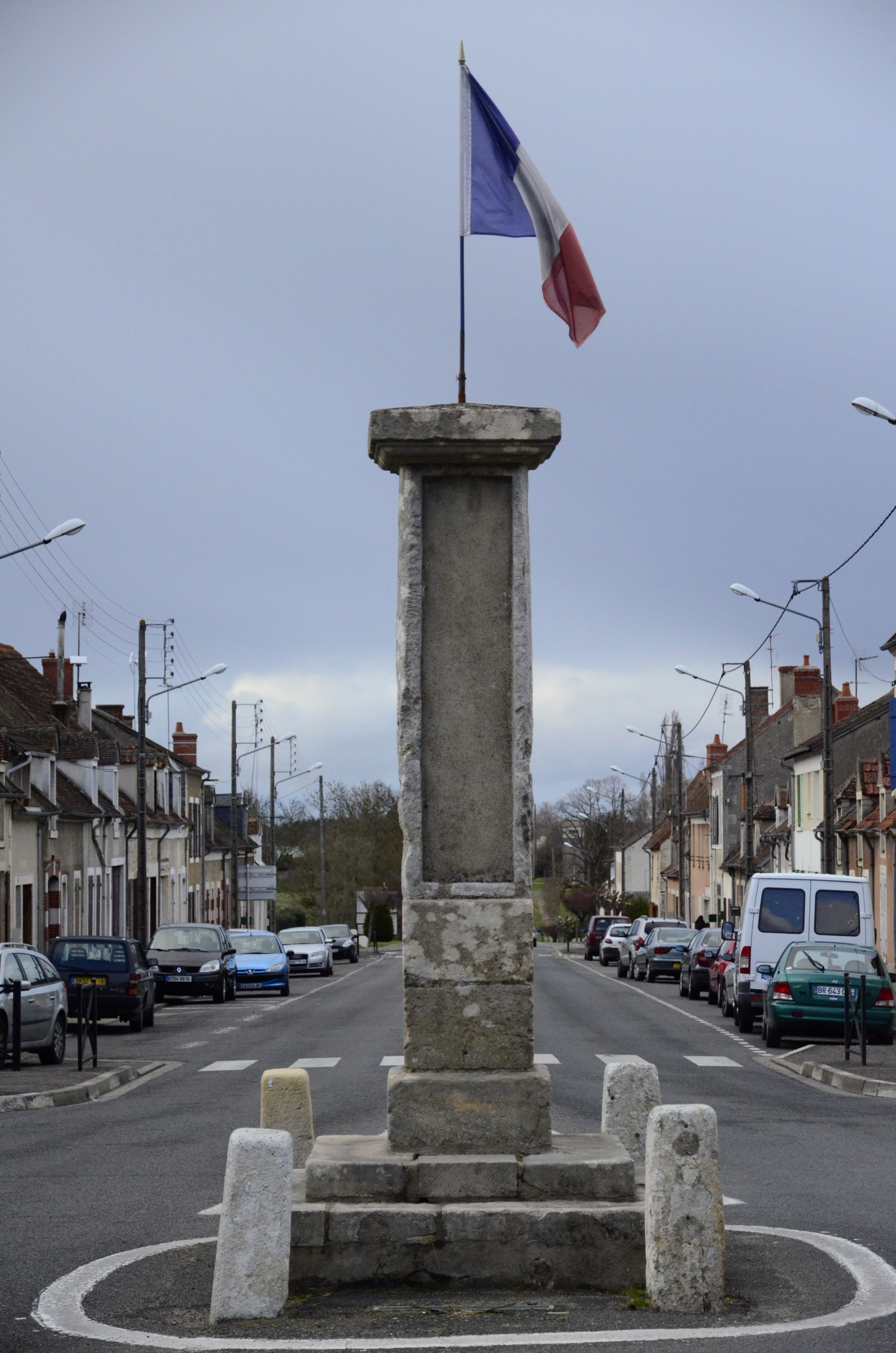
Мильный столб
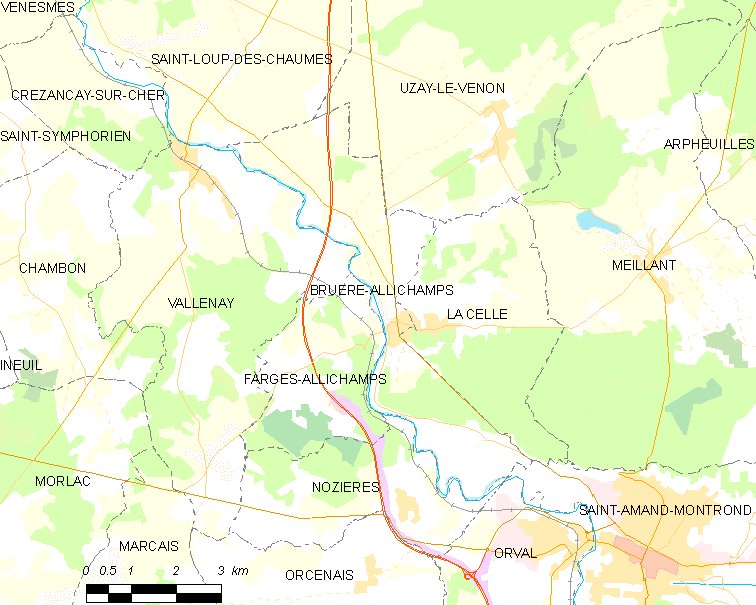
Карта коммуны